# De vergelder
Heer Bommel en de vergelder (meestal verkort tot De vergelder) is een verhaal uit de Bommelsaga, geschreven en getekend door Marten Toonder. Het verhaal verscheen voor het eerst op 26 juni 1984 en liep tot 25 september van dat jaar.
Het thema van het verhaal is pijlsnelle apparatuur die van alles de financiële waarde berekent.

## Uitstelaankondigingen
Op 6 april publiceerde de Haagsche Courant een ongenummerd plaatje met een verhaaluitstel aankondiging. Het opnieuw meubileren en het geheel nieuw inrichten van kasteel Bommelstein drukt zwaar op de eigenaar. Op 1 mei publiceerde het NRC Handelsblad een tweede uitstelaankondiging. Dit plaatje is genummerd 01514, en toont hetzelfde tafereel als het komende verhaal, dat ook start met dit nummer 01514. Heer Bommel is nog erg terneergeslagen door zijn laatste avontuur aan de zelfkant. Wanneer Joost de thee binnenbrengt geeft hij commentaar op de Tik-tak thee, alsof zo’n merk geen geld kost. Want volgens zijn goede vader speelt geld voor een heer een grote rol en daar moeten we ons aan houden. Om de zinnen te verzetten haalt Joost een verhaal terug uit 1947, de tijd dat zijn werkgever nog jong was: Tom Poes en de watergeest.

## Verhaalinleiding
Op 26 juni publiceerde het NRC Handelsblad eerst een verhaalinleiding onder nummer 01513A. Heer Bommel bladert hier lusteloos en verbolgen door het oude verhaal. Hij gaat daarin zorgeloos vissen met Tom Poes, alsof er geen galgenbrokken rondlopen. Zijn portret uit 1947 toont een jonge windbuil. Ook de nieuwe meubilering en stoffering van het kasteel bevalt hem niet. Er hangt pas één kunstwerk aan de muur. Hij mist zijn oude vertrouwde gastvrije haard met gemakkelijke stoel en met het goede boek met een mooi glaasje port, en vraagt zich af wat hem te doen staat.

## Samenvatting
Na de avonturen in De Zelfkant weet heer Bommel nu, tot zijn spijt, dat geld toch een rol speelt. Hij besluit om samen met Tom Poes op reis te gaan naar het buitenland. Ze worden tegengehouden aan de grens, er is een buitenlandse uitvinding gestolen. Niet veel later komen ze de uitvinder tegen, die heer Bommel het apparaat verkoopt. Zonder het te lezen tekent hij een contract waarin staat dat hij het in heel Rommeldam gaat verkopen. Nadat heer Bommel het apparaat een paar dagen heeft gebruikt voor zichzelf, vertelt de advocaat Zedekia Zwederkoorn hem dat hij moet beginnen met de Vergelder te verkopen.
De Vergelder zet alles wat men erin werpt om in geld. Heer Bommel huurt Sjors Bigbus in om te helpen met de verkoop. Bij ICM, een bedrijf geleid door Steenbreek, heeft professor Sickbock een uitvinding gecreëerd die ongeveer hetzelfde doet als de Vergelder. Maar aangezien heer Bommel het patent op de uitvinding heeft, is Sickbocks eigen uitvinding waardeloos. Hij wordt ontslagen.
Heer Bommel is na dit alles een stuk minder vrekkig geworden. Hij schenkt het patent aan de uitvinder van de Vergelder en betaalt de schulden van Sjors Bigbus.

## Voetnoot
1. ↑  Op de website https://www.delpher.nl/nl/kranten zijn alle afleveringen terug te vinden. Zoek onder historische kranten naar: ' Heer Bommel en de Vergelder' pdf-formaat geeft het beste resultaat. Gearchiveerd op 27 mei 2023.
2. ↑  De ingrepen van magister Hocus Pas in het vorige verhaal doen nog steeds heel veel pijn. De definitief verdwenen inboedel.
3. ↑  Dit is dezelfde als Joris Goedbloed.

## Hoorspel
- De vergelder in het Bommelhoorspel